# Сосновка (Талицький міський округ)
Сосно́вка (рос. Сосновка) — селище у складі Талицького міського округу Свердловської області.
Населення — 223 особи (2010, 269 у 2002).
Національний склад станом на 2002 рік: росіяни — 87 %.